# Forfait mobilités durables
Le forfait mobilités durables (FMD) est un dispositif législatif français de soutien aux travailleurs pour leurs déplacements domicile-travail, qui a pour objectif d'encourager le recours aux transports à faible émission de dioxyde carbone. Il est entré en vigueur le 10 mai 2020.

## Disposition
Le forfait mobilités durables est une prise en charge facultative, par l'employeur, des frais de transports personnels des employés entre leur domicile et leur lieu de travail. Il remplace l'indemnité kilométrique vélo et il est cumulable avec la participation de l'employeur à l'abonnement de transport en commun.

## Éligibilités
Les travailleurs éligibles à une prise en charge sont, les salariés en CDI, CDD, les salariés intérimaires, les apprentis, les stagiaires, les salariés à temps partiels et ceux exerçant sur plusieurs lieux de travail. Les volontaires en service civique ne sont pas éligibles au versement du FMD.
Le forfait est également pris en charge dans la fonction publique d'État, territoriale et hospitalière,.

## Transports concernés
Les moyens de transports concernés par ce dispositif sont les vélos personnels, mécaniques ou à assistances électriques, la voiture dans le cadre d'un covoiturage (en tant que conducteur ou passager), les engins de déplacement personnels (motorisés ou non) en location ou en libre-service (comme les scooters et trottinettes électriques « en free-floating »), les transports en commun en dehors des frais d'abonnement— qui fait l'objet d'une législation distincte — et tout autre service de mobilité partagée.

## Montant et fiscalité
Le forfait mobilités durables est exonéré de cotisations sociales et d’impôt sur le revenu dans la limite de 700 € par an et par salarié en 2024. Cette somme peut monter jusqu'à 800 € par an et par salarié lorsqu’elle est cumulée avec un abonnement de transport en commun. Au-delà, l’avantage fiscal est soumise à cotisations sociales et d'impôts sur le revenu.
Dans la fonction publique, le montant du forfait mobilités durables est fixé à 300 € par an, avec une modulation possible en fonction du nombre de jours d'usage d'un moyen de transport durable,.

## Application
Bien que le forfait mobilités durables soit facultatif lors de sa mise en application, il devrait à terme devenir obligatoire. À ce titre, la Convention citoyenne pour le climat, réunie au printemps 2020, recommande parmi ses nombreuses propositions d’élargir et de rendre obligatoire le forfait mobilités durables. Barbara Pompili, ministre de la Transition écologique, prend également position lors des débats parlementaires sur la Loi d'orientation des mobilités pour rendre le forfait mobilités durables obligatoire.